# Exenterus adspersus
Exenterus adspersus là một loài tò vò trong họ Ichneumonidae.